# Tân Phước 1
Tân Phước 1 là một xã thuộc tỉnh Đồng Tháp, Việt Nam.

## Địa lý
Xã Tân Phước 1 có vị trí địa lý:
- Phía Đông giáp xã Hưng Thạnh.
- Phía Tây giáp xã Tân Phước 2.
- Phía Nam giáp xã Tân Phước 3.
- Phía Bắc giáp tỉnh Tây Ninh.

Xã Tân Phước 1 có diện tích tự nhiên 95,39 km², dân số năm 2025 là 12.836 người, mật độ dân số đạt 134 người/km².

## Lịch sử
Ngày 16 tháng 6 năm 2025, Ủy ban Thường vụ Quốc hội ban hành Nghị quyết số 1663/NQ-UBTVQH15 về việc sắp xếp các đơn vị hành chính cấp xã của tỉnh Đồng Tháp năm 2025 (nghị quyết có hiệu lực từ ngày 1 tháng 7 năm 2025). Theo đó, hợp nhất thị trấn Mỹ Phước, xã Thạnh Mỹ và xã Tân Hòa Đông thành xã Tân Phước 1.